# Mimela vicaria
Mimela vicaria är en skalbaggsart som beskrevs av Ohaus 1913. Mimela vicaria ingår i släktet Mimela och familjen Rutelidae. Inga underarter finns listade i Catalogue of Life.